# Hilarempis adrianus
Hilarempis adrianus är en tvåvingeart som beskrevs av Smith 1969. Hilarempis adrianus ingår i släktet Hilarempis och familjen dansflugor. Inga underarter finns listade i Catalogue of Life.